# Győrsövényház
Győrsövényház [ˈɟøːrʃøveːɲhaːz] (deutsch Plankenhaus, Plankenhausen, Günzelsbrück oder auch Schewinghas) ist eine ungarische Gemeinde im Kreis Győr im Komitat Győr-Moson-Sopron.

## Geografische Lage
Győrsövényház liegt ungefähr 15 Kilometer westlich der Kreisstadt Győr im nordwestlichen Teil Ungarns. Nachbargemeinden sind Bezi, Fehértó (deutsch Weissensee) und Lébény (deutsch Leyden, seit 2013 Stadtrechte).
Seit dem 21. Oktober 2019 sind unter den Ortsschildern Győrsövényház, an allen drei Ortseingängen, auch
die Ortsschilder Plankenhausen (deutscher Ortsname) angebracht. Die Schilder sind in gleicher Größe wie die ungarischen und unter den ungarischen angebracht. Die Grundfarbe ist grün und der Text in weißer Farbe. Veranlasst wurden diese Schilder von der Interessengemeinschaft der Heimatvertriebenen und Flüchtlinge im Bereich Limburg - Weilburg und Raum Mosbach (Baden). Die Verwirklichung wurde mit Hilfe der Deutschen Minderheiten-Selbstverwaltung in Plankenhausen durchgeführt.

## Sehenswürdigkeiten
- Friedhofskapelle (Temetőkápolna), erbaut 1927

Die Kapelle wird seit langer Zeit nicht mehr genutzt da im Rahmen einer kompletten Friedhofsumgestaltung eine moderne Aussegnungshalle gebaut wurde. An den Außenwänden der sanierungsbedürftigen Kapelle sind Gedenktafeln angebracht. Sie erinnern an die Opfer des Ersten Weltkrieges. Zum Jahresbeginn 2020 hatten Johann Geigl und Roland Göltl von der Interessengemeinschaft der Heimatvertriebenen, Flüchtlinge und deren Nachkommen den Plan die Sanierung der alten Friedhofskapelle zu verwirklichen.Gemeinsam mit dem stellvertretenden Bürgermeister Gábor Hancz waren schnell die Kosten und der Zeitplan ermittelt.Vorausgegangen war eine Anfrage an die Franz und Gertrud Schenzinger Stiftung in Obrigheim am Neckar wegen Förderung des Projekts. Die Zusage kam zügig. Erneuert wurde das undichte Dach, eine neue Tür mit Glasscheiben, die Wände wurden ausgebessert, Putz an den Wänden erneuert und gestrichen. Eine Gedenktafel an der Außenseite wurde ebenfalls erneuert. Sie war gerissen. Im Rahmen von umfangreichen Sanierungsmaßnahmen an öffentlichen Gebäuden im Ort wurde auch der Zugang zur Kapelle „barrierefrei“ umgestaltet. Dies war auch ein Anliegen des Bürgermeisters Imre Hokstok. Dabei entstand auch ein kleiner Vorplatz vor der Kapelle.
Somit ist ein weiteres „Schmuckstück“ im Ort entstanden. Wegen der Corona-Pandemie konnte eine geplante, gemeinsame Einweihungsveranstaltung mit der Interessengemeinschaft nicht stattfinden. Bürgermeister Imre Hokstok, Stellvertreter Gábor Hancz und die Vorsitzende der Deutschen Minderheiten Selbstverwaltung Annamaria Göltl eröffneten Ende Oktober in kleinem Rahmen die sanierte Kapelle von 1927.
- Glockenturm (Harangláb), erbaut 1925
- György-Fricke-Aussichtsturm (Fricke György-kilátó), erbaut 2016
- Marien-Säule (Mária-oszlop), erbaut 1890, im Kirchgarten
- Römisch-katholische Kirche Keresztelő Szent János, erbaut im 18. Jahrhundert (Barock)
- Gedenktafel, errichtet im Mai 2007 vom Verein Győrsövényház zum Gedenken an die Heimatvertriebenen, an der Außenseite der römisch-katholischen Kirche.
- Denkmal, erbaut 2011, vom Verein Győrsövényház.
Initiatoren waren Gábor Hancz (Präsident des Vereins der Heimatvertriebenen) und Isabella Horváth, beide aus Győrsövényház. Es steht in der Ortsmitte. Die Namen, in den schwarzgrauen Stein eingemeißelt, der Gefallenen und Toten, sowie die Namen der vertriebenen Ungarndeutschen sind in vier Absätzen aufgeführt.
Die deutsche Übersetzung lautet für die Überschrift „Die Opfer der unheilvollen Epoche Mitte des 20. Jahrhunderts von Győrsövényház/Plankenhausen“. Im ersten Absatz sind die Namen der Toten durch den 2. Weltkrieg aufgeführt. Im zweiten Absatz sind die Namen der Holocaust-Opfer zu lesen. Im dritten Absatz werden die Namen der Toten aufgeführt die beim Einmarsch der sowjetischen Truppen durch deutsche Geschosse ihr Leben verloren. Im vierten (letzten) Absatz sind  die Namen der vertriebenen Familien aufgeführt.
- Denkmal, dreieckig, aus hellgrauem Granit mit seitlicher Gedenktafel, zweisprachig
Das Denkmal wurde 2012 von der Deutschen Selbstverwaltung in Győrsövényház errichtet. Es erinnert an die Besiedlung des Dorfes durch deutsche Siedler, nachdem es durch Krieg niedergebrannt war. Das Denkmal trägt die Jahreszahl 1712 als Beginn der Besiedlung durch die Deutschen. Die Ortsverwaltung datiert jedoch diesen Zeitpunkt auf die Jahre 1715 oder 1718. Auf der seitlich, auf zwei Holzpfosten, stehenden Holztafel ist auf einer Seite die Geschichte des Dorfes in ungarischer, auf der anderen Seite in deutscher Sprache niedergeschrieben. Die Geschichte, in Kurzform, beginnt mit der ersten Erwähnung des Ortes 1396 und der deutschen Besiedlung (wird hier nach 1710 angegeben) und endet mit der Vertreibung der Deutschen 1946.
- Das Feuerwehrhaus mit Glockenturm wurde 1925 erbaut
Es befinden sich eine Löschwasserspritze und Geräte zur Feuerbekämpfung darin. Im Turm befinden sich zwei Glocken. Diese werden im Brandfall nicht mehr geläutet. Die kleine Glocke wird als „Glocke der Seele“ bezeichnet und nach einem Sterbefall im Ort geläutet.
- Das Rathaus, erbaut in den 1930er Jahren.
Es war das einzige zweigeschossige Gebäude im Ort bis zum Zweiten Weltkrieg. Im Jahr 2006 wurde es renoviert. Das Dach wurde erneuert, das Gebäude erhielt eine Wärmedämmung und die bisher weiße Außenfarbe wurde durch einen gelben Anstrich ersetzt. Die Amtsräume des Bürgermeisters befinden sich im Erdgeschoss. Die Räume im Obergeschoss sind an eine Familie vermietet.
- Das Dorfgemeinschaftshaus, erbaut 2011
Es steht in der Gárdonyi Géza Straße. Es hat einen Saal mit Bühne sowie eine gastronomische Grundausstattung. Die Bücherei der Gemeinde ist auch im Gebäude untergebracht. Auf diesem Grundstück stand das alte Schulgebäude. Es wurde abgerissen, nachdem es Jahrzehnte der staatlichen Schule diente. Die staatliche Schule und der staatliche Kindergarten sowie eine Waldorf-Schule und ein Waldorf Kindergarten sind heute im, ehemals herrschaftlichen, Anwesen der ehemaligen Großgrundbesitzerfamilie „von Fricke“  ( 1945 geflüchtet ) untergebracht.
- Das Jugendzentrum auf dem Areal der röm. katholischen Kirche
Das alte Pfarrhaus war in einem baulich schlechten Zustand und wurde in den 1990er Jahren abgerissen. Nach dem Tod des deutschstämmigen und deutschsprachigen Pfarrers Michael Wolf war es verweist. Die Kirchenverwaltung stellte die Neubesetzung der Pfarrerstelle in Aussicht, wenn ein neues Pfarrhaus mit Jugendräumen gebaut würde. Daraufhin erfolgte der Abriss mit anschließendem Neubau. Die Pfarrerstelle wurde nicht mehr besetzt, die Katholiken werden seither von der Pfarrei Lébény ( Nachbarort) mitversorgt.
Die Jugendräume sind geblieben. Der Neubau seinerzeit wurde von vielen heimatvertriebenen Familien, ehemaligen Einwohnern und Nachkommen aus Győrsövényház, finanziell unterstützt. Sie leben und lebten alle im Kreis Limburg-Weilburg. Theresia Rieber, geb. Szabó (9. November 1930 – 11. Dezember 2016) aus Bad Camberg - Würges hatte mit ihrem Ehemann Günter eine Spendensammlung zur Förderung des Neubaus organisiert. Das Ergebnis war ein Betrag von 5100,00 DM, der 1997 dem amtierenden Bürgermeister in Győrsövényház überreicht wurde.
- Der Fluss Rabnitz ( Rábca )
Die Rabnitz entsteht in Niederösterreich im Ortsteil Blumau der Gemeinde Hollenthon. Sie fließt durch das mittlere Burgenland. Im Bereich der österreichisch-ungarischen Grenze fließt sie durch die Nationalparks Neusiedler See-Seewinkel  ( teils UNESCO - Welterbe ) und den Nationalpark Fertö-Hanság. Hanság ist eine Niedermoorlandschaft. Sie wurde in den vergangenen  Jahrhunderten  durch Kanal- und Wassergrabensysteme fast komplett entwässert. Die jahreszeitlich schwankenden Wasserstände des Großraumes Neusiedler See werden dadurch reguliert. Im Bereich von Győrsövényház befinden sich Deichanlagen sowie eine Schleuse mit Schleusenwärterhaus. Die Rabnitz fließt bei Győr ( Raab ) in einen rechten Seitenarm der „Kleinen Donau“  ( Moson-Donau ), kurz vor Einmündung der Raab in die „Kleine Donau“. Teilbereiche auf ungarischer Seite, längs der Rabnitz, sind Naturschutzgebiete.
- Das Denkmal der „Gute Hirte“ wurde 1921 erbaut, 2017/2018  komplett restauriert.
Stifter waren Johann Husz und Maria Göltl im Jahr 1921. Das Denkmal steht in der Ortsmitte von Győrsövényház und ist Zeichen für eine tiefe Verwurzelung im katholischen Glauben und Zeichen deutscher Einwandererfamilien sowie ihrer Nachkommen. Diese wurden, nach dem Ende der Türkenkriege, also nach 1710 zum Aufbau des niedergebrannten Dorfes vom Jesuitenorden angesiedelt. Diese Siedler kamen überwiegend aus Bayern.
Bei der Volkszählung 1941 wurden 1312 Einwohner registriert.  Davon waren mehr als 900 Personen dem „Deutschtum“ oder der „deutschen Sprache“  zugehörig. Durch die Folgen des Zweiten Weltkrieges, Flucht und Vertreibung in den Jahren 1945/1946, verließen  621 registrierte, deutschstämmige Personen das Dorf. Sie wurden direkt oder „über Österreich“  in Deutschland angesiedelt. Ungefähr 100 weitere, deutschstämmige, Personen flüchteten als kleine Gruppen oder einzelne Familien zusätzlich. Zielgebiete in Deutschland waren der Kreis Limburg-Weilburg, Raum Mosbach und Raum Passau. Der Verlust dieser großen Anzahl an Einwohnern wurde durch ungarische Familien, teilweise, „aufgefüllt“. Anfang 2018 zählte der Ort knapp 800 Einwohner.
Das Denkmal überstand den Zweiten Weltkrieg relativ gut, nur die linke Hand des „Guten Hirten“ wurde abgeschossen. Die Mitstifterin Maria Höck (geborene Göltl) hatte diese Hand aufbewahrt und bei der Vertreibung nach Deutschland mitgenommen. Sie wollte diese später wieder befestigen lassen. Dazu ist es nicht gekommen, ihre Nachkommenauch haben diese Hand offenbar nicht aufbewahrt. Die Hand wurde jedoch später an der Statue ersetzt. Über die Jahrzehnte war die Statue und das gesamte Denkmal von der Witterung in Mitleidenschaft gezogen worden. Das Denkmal mitsamt der ursprünglich farbigen, später stark verblassten Statue wurde im Jahre 2002 weiß angestrichen. Die Stifterin dieser Maßnahme war die Tochter eines Zahnarztes aus Kanada (offensichtlich mit Wurzeln in Győrsövényház). Die Wiedereinweihung erfolgte am 24. August 2002.
2016 hatte Johann Geigl aus Saulheim, selbst Heimatvertriebener, die Interessengemeinschaft der „Heimatvertriebenen, Flüchtlinge, deren Nachkommen und Freunde“ ins Leben gerufen, die für die Restaurierung des Denkmals sorgte. Gábor Hancz, stellvertretender Bürgermeister, hatte sich um die Ausführung der Arbeiten und die Einholung eines Kostenvoranschlages gekümmert. Er konnte die Akademie der Bildenden Künste in Budapest für die Restaurierung gewinnen. Die Professoren Richárd Káldy und Balázs Szemerey-Kiss übernahmen mit zwei Studenten die Arbeiten kostenfrei. Für die Übernahme der Kosten von Material und Transporte in Höhe von ca. 3900 Euro konnten Johann Geigl und Roland Göltl, Mosbach ( von der Interessengemeinschaft)  Franz und Gertrud Schenzinger Stiftung aus Obrigheim am Neckar gewinnen. Am 24. Juli 2018 wurde das Denkmal wieder eingeweiht. Der Diözesanbischof András Veres aus Győr, nahm mit dem Ortspfarrer Tibor Gögh, die Einsegnung vor. Zoltán Németh, Präsident des Komitates Győr-Moson-Sopron hielt die Festrede, eine Reisegruppe der Interessengemeinschaft und Nachkommen der ehemaligen Stifterfamilien nahmen am Festakt teil.[4]

- Die Allee
Die Hauptzufahrt zum „Fricke Schlösschen“ ist von einer Kastanienallee gesäumt. In der ungarischen Sprache heißt Allee „fasor“.  Im regionalen Sprachgebrauch, besonders im Ort, wurde das Wort „Allee“ in die ungarische Sprache übernommen. Am Ende der Allee bildet die Straße einen Kreis. Dieser ist  die „Vorfahrt“ zum Haupteingang. Heute ist der Kreis mit kleinen Bäumen bewachsen. Auf früheren Ansichtskarten war der Kreis eine, „gärtnerisch gestaltete“ Blumenanlage.

- Die Bank der Heimatvertriebenen und Flüchtlinge
Am 24. März 2017 wurde diese Bank von  der Reisegruppe der Heimatvertriebenen und Flüchtlinge sowie Nachkommen und Freunde gestiftet. Sie steht mit Blick auf das Denkmal von 2011 mit den Namen der Heimatvertriebenen Familien in der Ortsmitte. Sie wurde mit Hinweisschild auf die Spender 2017 aufgestellt.

- Das Fricke Schlößchen, heute Schulgebäude
Das Fricke Schlößchen wurde im letzten Drittel des 17. Jahrhunderts vom Jesuitenorden erbaut. Dieser Orden war damals der größte Landbesitzer des Dorfes bis 1773. Danach kam, durch Einheirat, des Feldherrn Georg von Fricke aus Celle bei Hannover das Schlößchen und große Ländereien in seinen Besitz. Bis Ende des 2. Weltkrieges war es Eigentum mehrerer Fricke Familien. Letzter Eigentümer war Valére von Fricke, Großgrundbesitzer und Parlamentsabgeordneter im ungarischen Parlament. Nach dem Ende des 2. Weltkrieges diente das Gebäude einer Landwirtschaftsschule, bis gegen Ende der 1950er Jahre. Danach wurden die staatliche Schule und der Kindergarten im Gebäude etabliert. 1990, nach dem Ende des Kommunismus, wurde die Schule von der örtlichen Selbstverwaltung weitergeführt. 2007 wurde die Oberstufe der Grundschule wegen Schülermangel eingestellt.

Im Jahr 2008 zog zusätzlich eine Waldorf-Schule in das Gebäude ein. Wenige Jahre später folgte ein Waldorf Kindergarten.
- Dorferneuerung im Jahr 2020
2020 wurden umfangreiche Sanierungen und  Erneuerungen an den öffentlichen Gebäuden durchgeführt. Dadurch weist  der Ort eine zeitgemäße, moderne Infrastruktur auf. Der stellvertretende Bürgermeister Gábor Hancz hatte sich maßgeblich um  die Finanzierung aus öffentlichen Mittelnl gekümmert. Die Gesamtkosten von beinahe 500 000 Euro kamen aus  Förderprogrammen der Europäischen Union, des ungarischen Staates, der Region und der Gemeinde.
Der Schulkomplex stellte den größten Einzelposten dar. Dieses  ehemalige Gebäude der seinerzeitigen Großgrundbesitzerfamilie hatte einen großen Sanierungsrückstau. Bei der Sanierung wurde besonders auf die Energieeffizienz geachtet. Die komplette Außenfassade sowie das Dach wurden komplett wärmeisoliert.Fenster und Türen wurden ebenfalls gegen energieeffiziente Varianten ausgetauscht. Die komplette Heizungsanlage ( Gas ) wurde ausgetauscht. Die „Neue“ entspricht den modernsten Umweltstandards. Die Stromversorgung wird überwiegend von Sonnenkollektoren auf dem Dach übernommen. Der Spielplatz, des im Gebäude integrierten Kindergartens, wurde komplett erneuert. Neue Geräte und ein neuer Zaun  sorgen für einen guten und sicheren Aufenthalt.
Die zentrale Küche des Schulkomplexes wurde generalsaniert. Einer neuen Stromverteilung und neuen Bodenfliesen folgte auch eine neue Einrichtung. Erneuert wurden die Gasöfen, Gasbrenner, Kühlschränke, Gefrierschränke, Edelstahlarbeitstische und Gerätschaften. Die Essensversorgung reicht für die beiden Schulen und Kindergärten   ( staatliche und Waldorf ) und hat noch Kapazität für Erweiterungen.
Die Arztpraxis, ein separates Gebäude, ist im Gemeindeeigentum und wurde ebenfalls saniert, auch wurde die Ausstattung modernisiert.  Der örtliche Arzt nutzt diese und versorgt noch die beiden Nachbargemeinden Bezi und Fehérto ( Weissensee ). Er ist daher für ca. 2000 Personen der Hausarzt.
Zwei Straßen wurden ebenfalls erneuert und der Parkplatz vor der Post.
Das Gesamtpaket wird als die größte Sanierungsmaßnahme in der Nachkriegszeit des  Dorfs bezeichnet.

## Verkehr
In Győrsövényház treffen die Landstraßen Nr. 8417 und Nr. 8503 aufeinander. Die nächstgelegenen Bahnhöfe befinden sich südlich in Enese und nördlich in Lébény-Mosonszentmiklós, zirka 9 Kilometer entfernt an der Hauptstrecke Wien - Győr (Raab ).Zur Autobahn E 60/E75 Wien - Győr - Budapest, Ausfahrt Lébény (Leyden), ist die Entfernung zirka 9 Kilometer. Die Autobahn ist gebührenpflichtig (Vignette). Die nahegelegene Bundesstraße 85 führt von Sopron (Ödenburg), österreichische Grenze,
nach Győr ( Raab ). Sie ist im Teilbereich, vor Győr, vierspurig ausgebaut und ebenfalls gebührenpflichtig ( separate Vignette ).

## Bilder

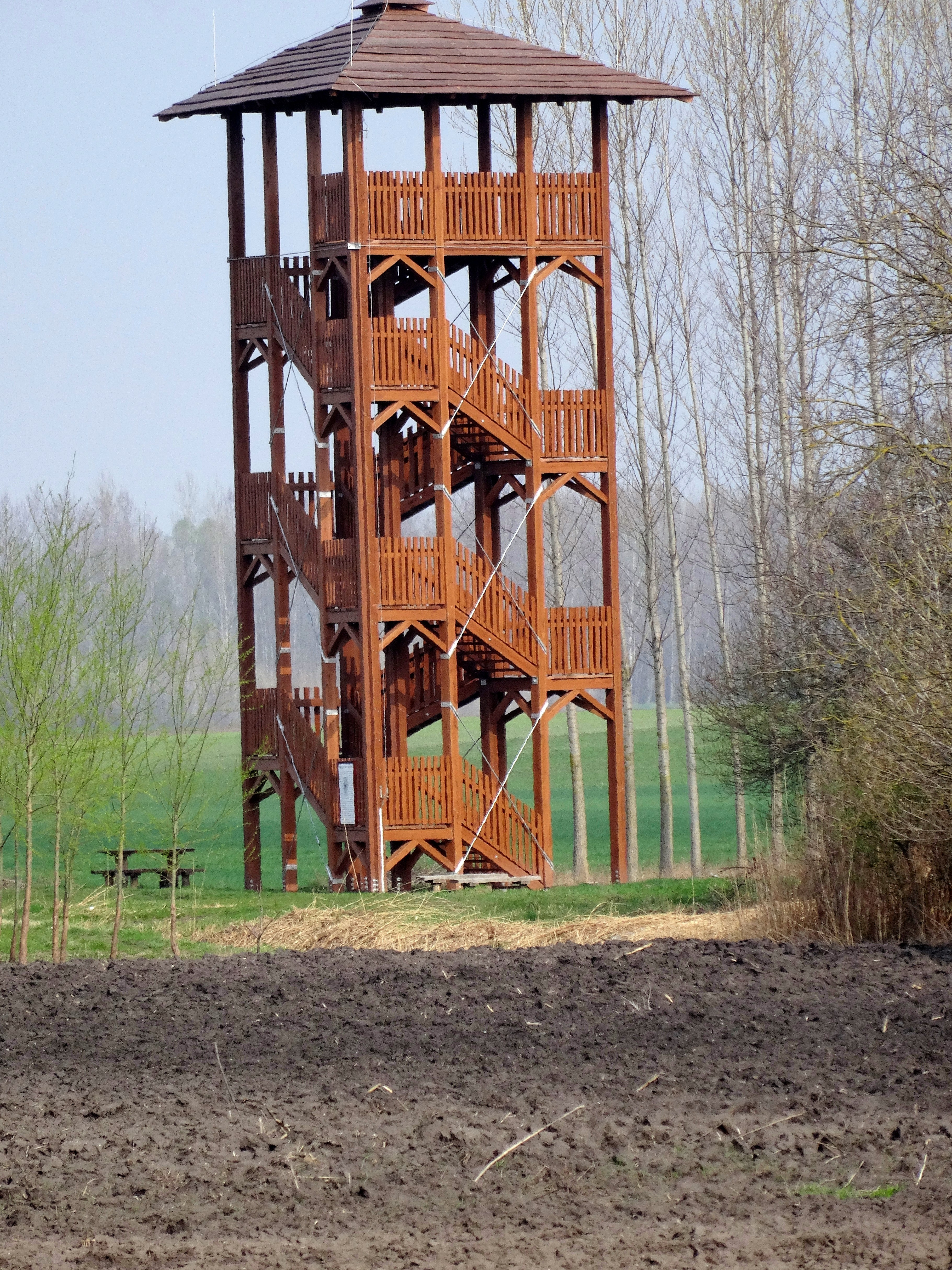
Fricke Turm (2017)
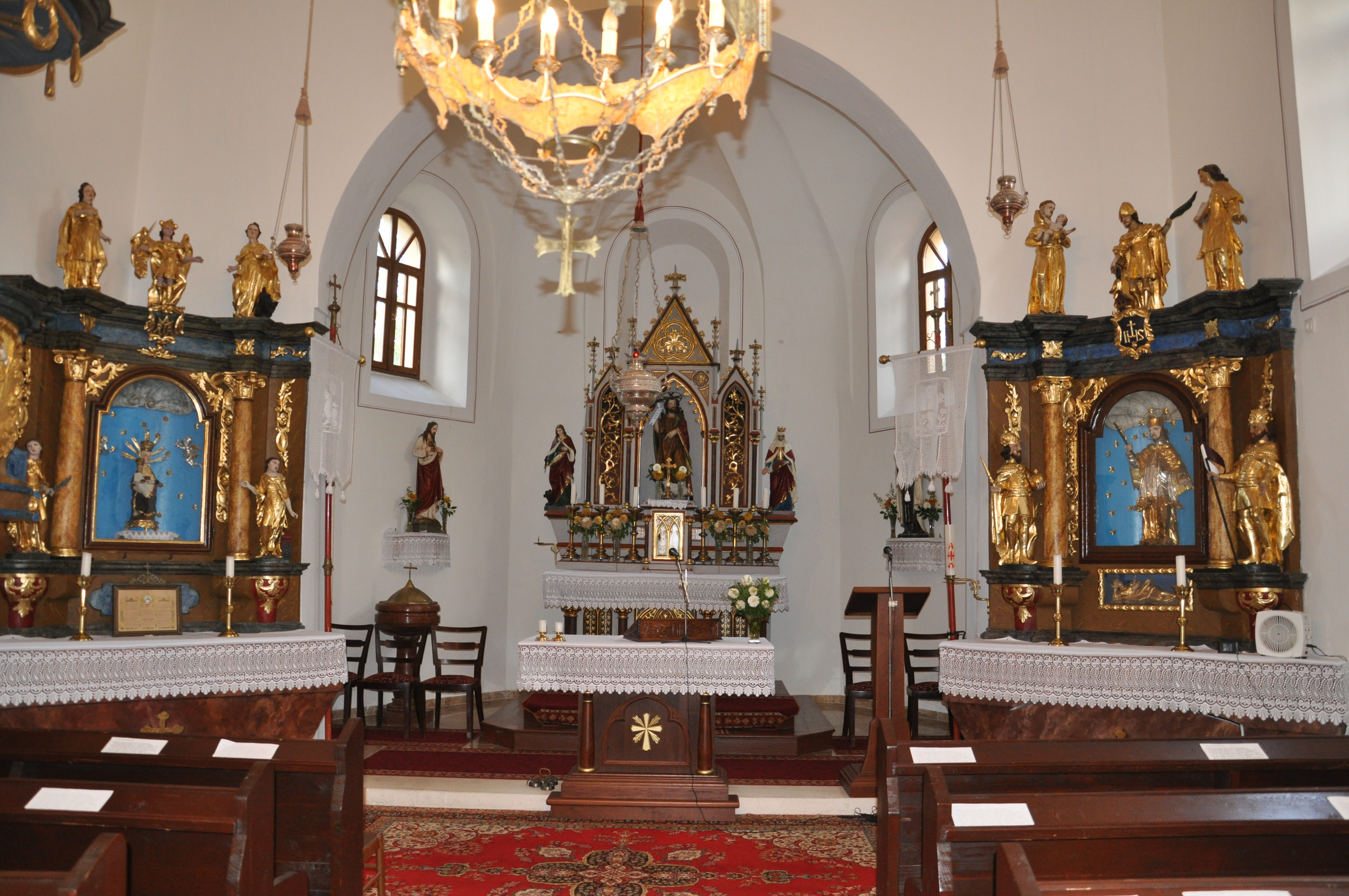
Katholische Kirche Innenansicht
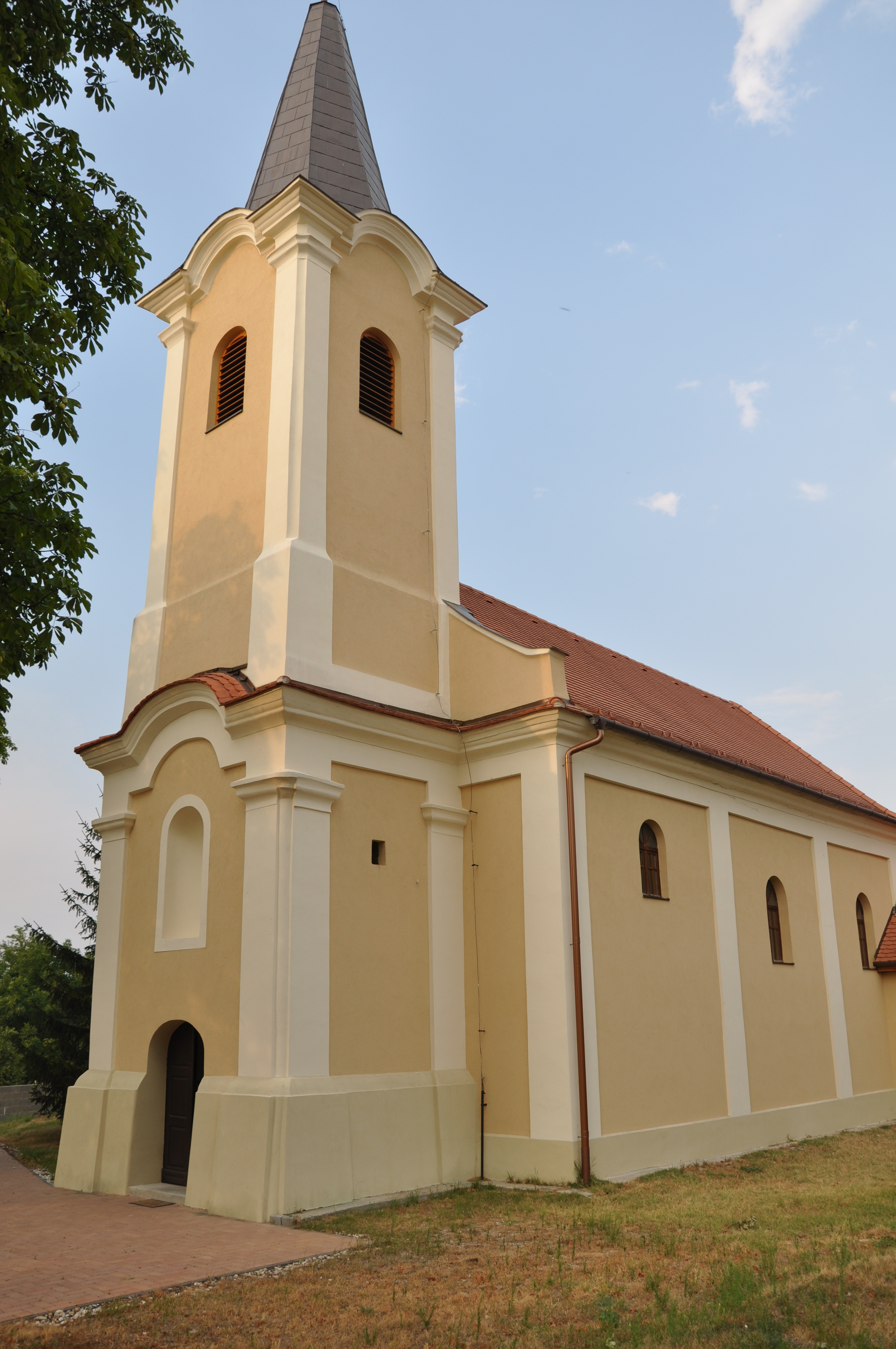
Katholische Kirche, Außenansicht
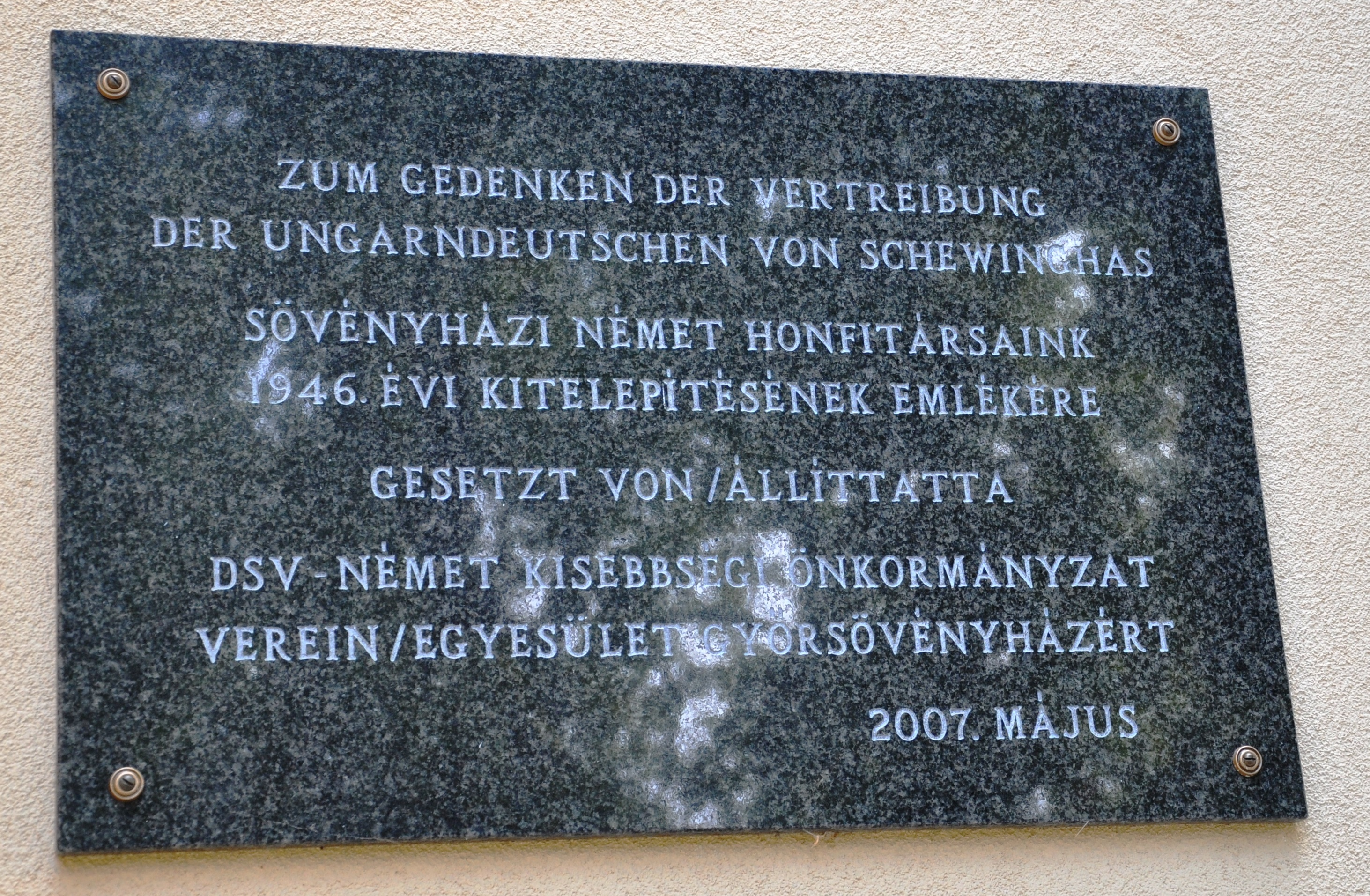
Gedenktafel an der römisch-katholischen Kirche
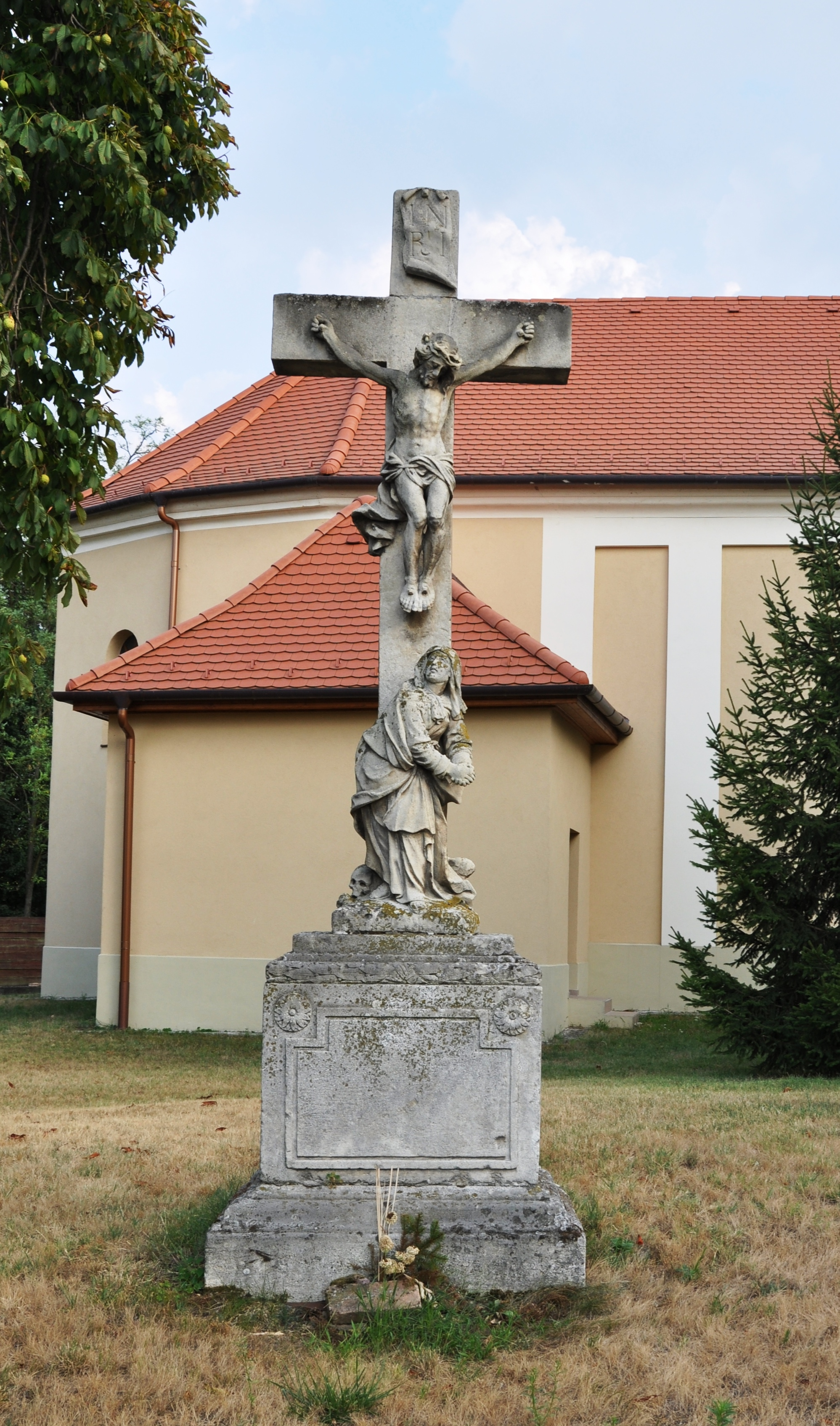
Kreuzigungsdenkmal ca. 1830 erstellt
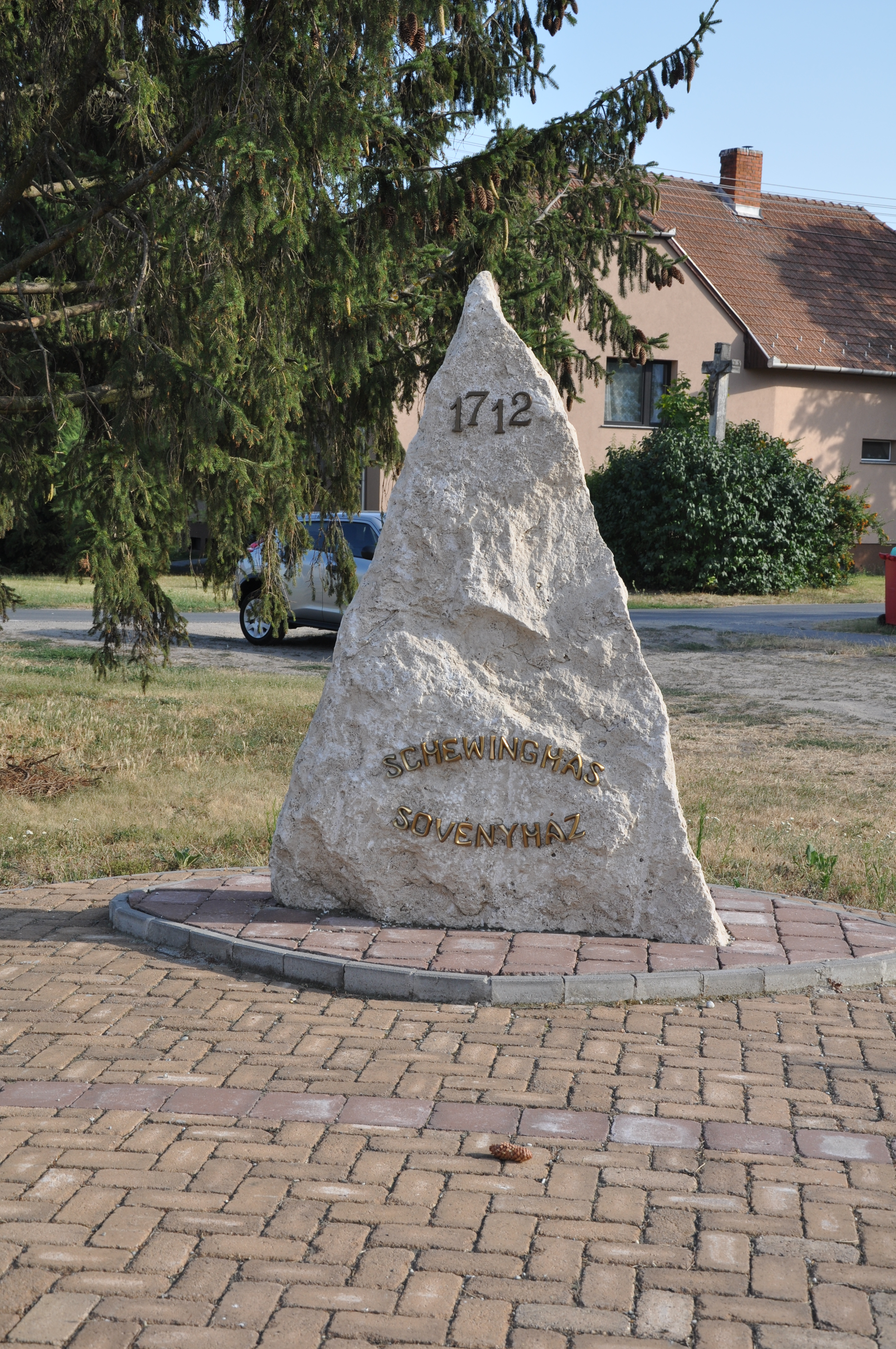
Denkmal für die deutschen Siedler und Heimatvertriebenen
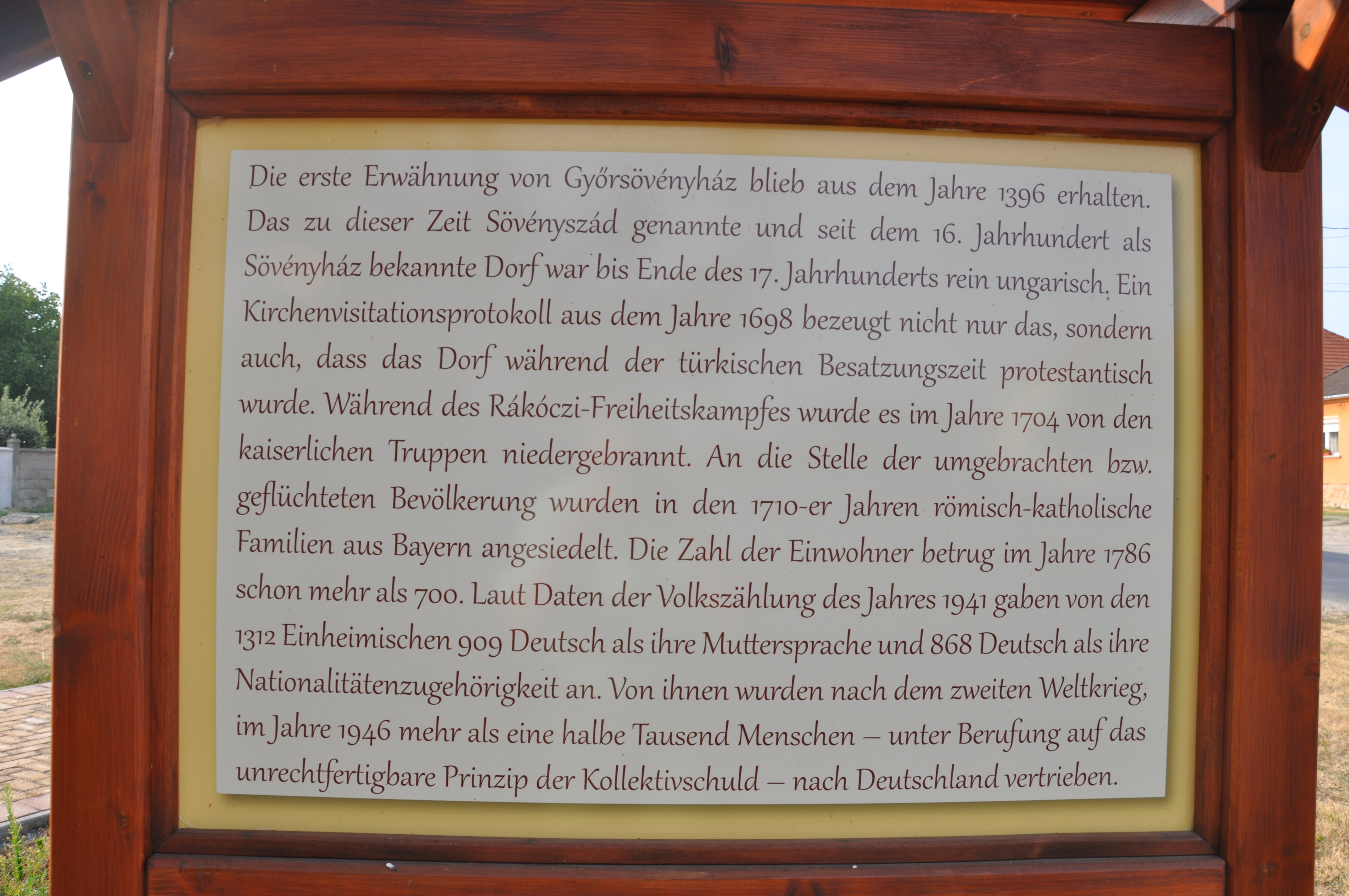
Deutsche Seite der Tafel neben dem Denkmal von 2012
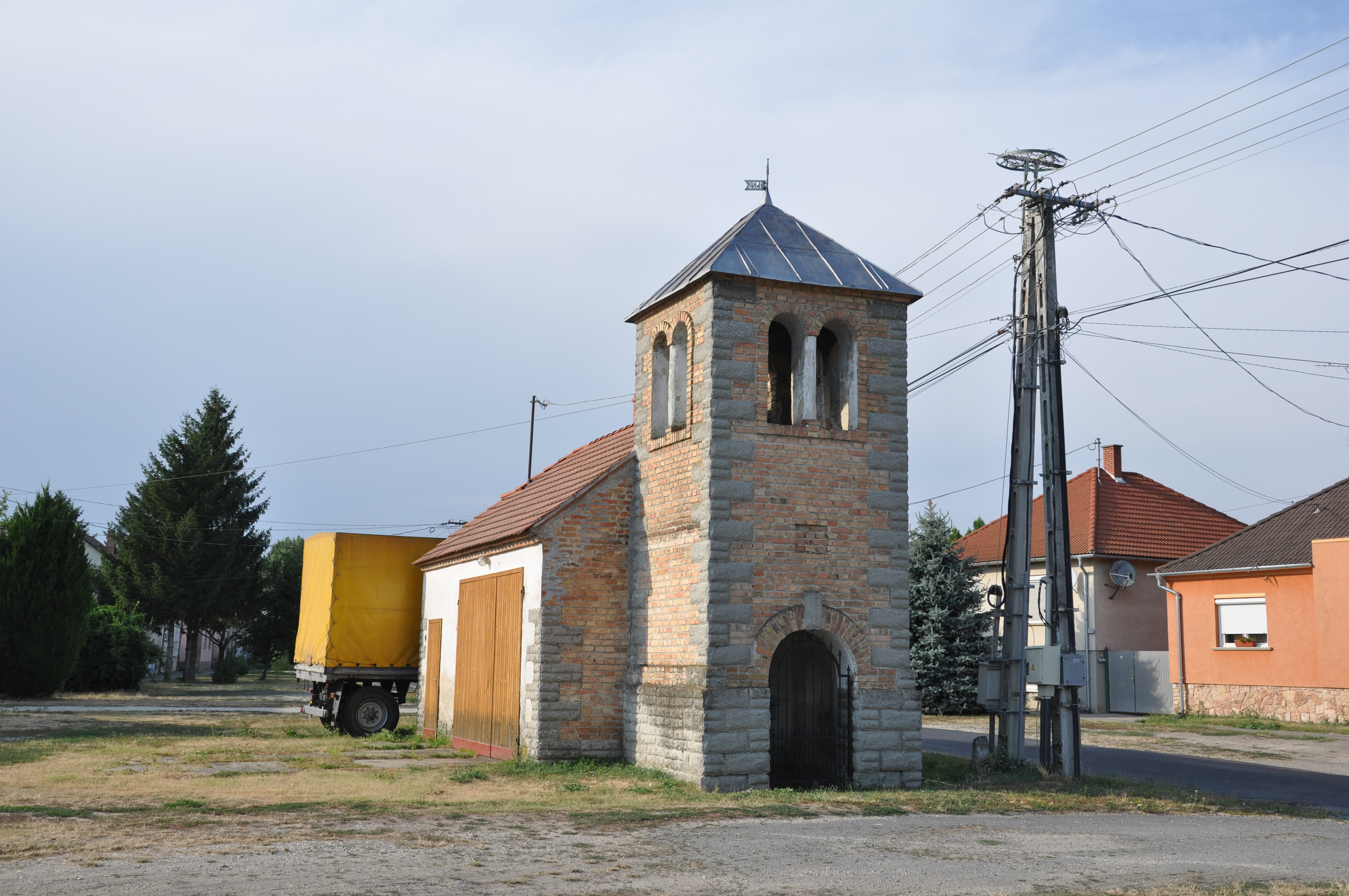
Feuerwehrhaus von 1925 mit Glockenturm
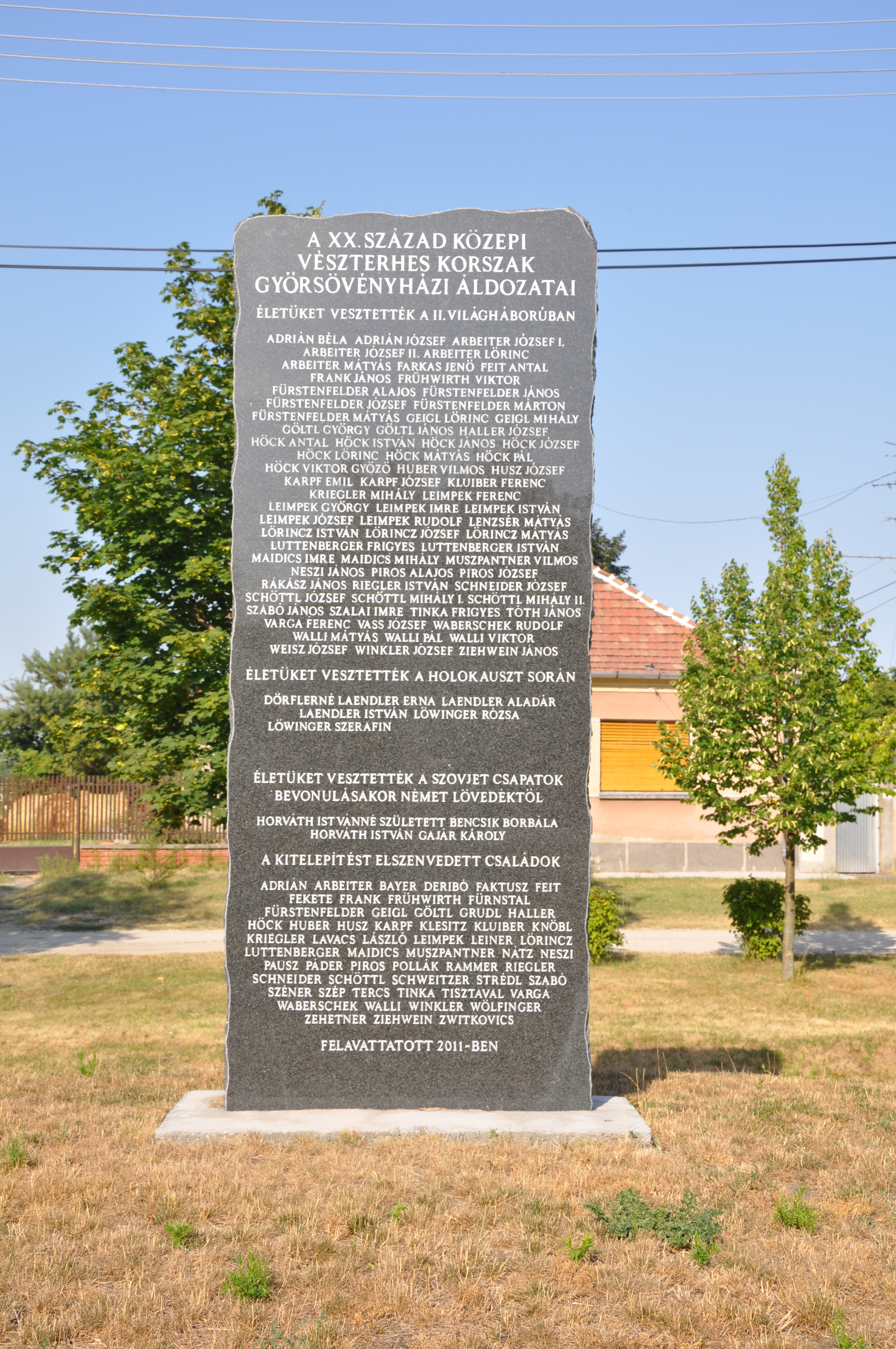
Denkmal von 2011
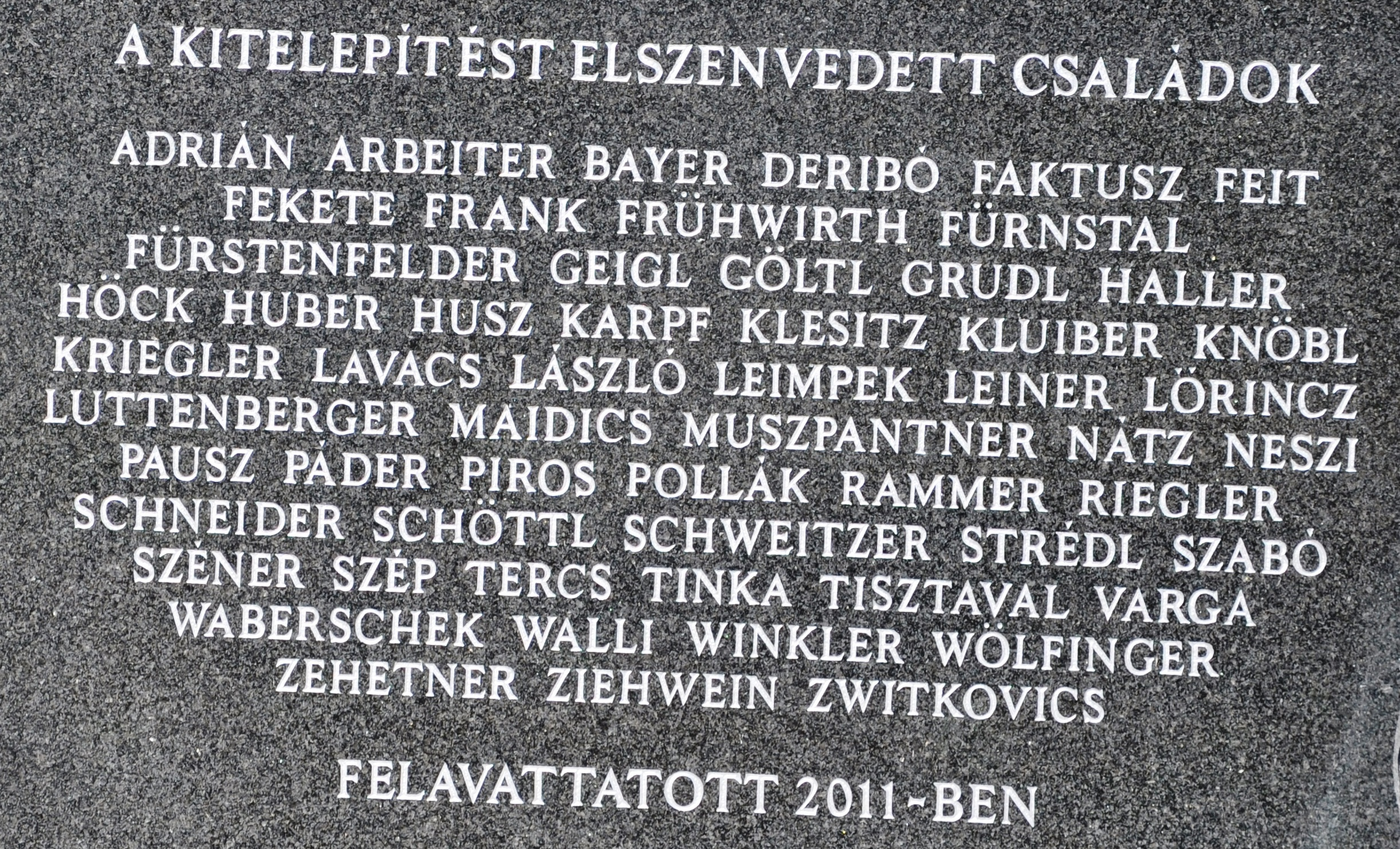
Denkmal von 2011, Ausschnitt Heimatvertriebene
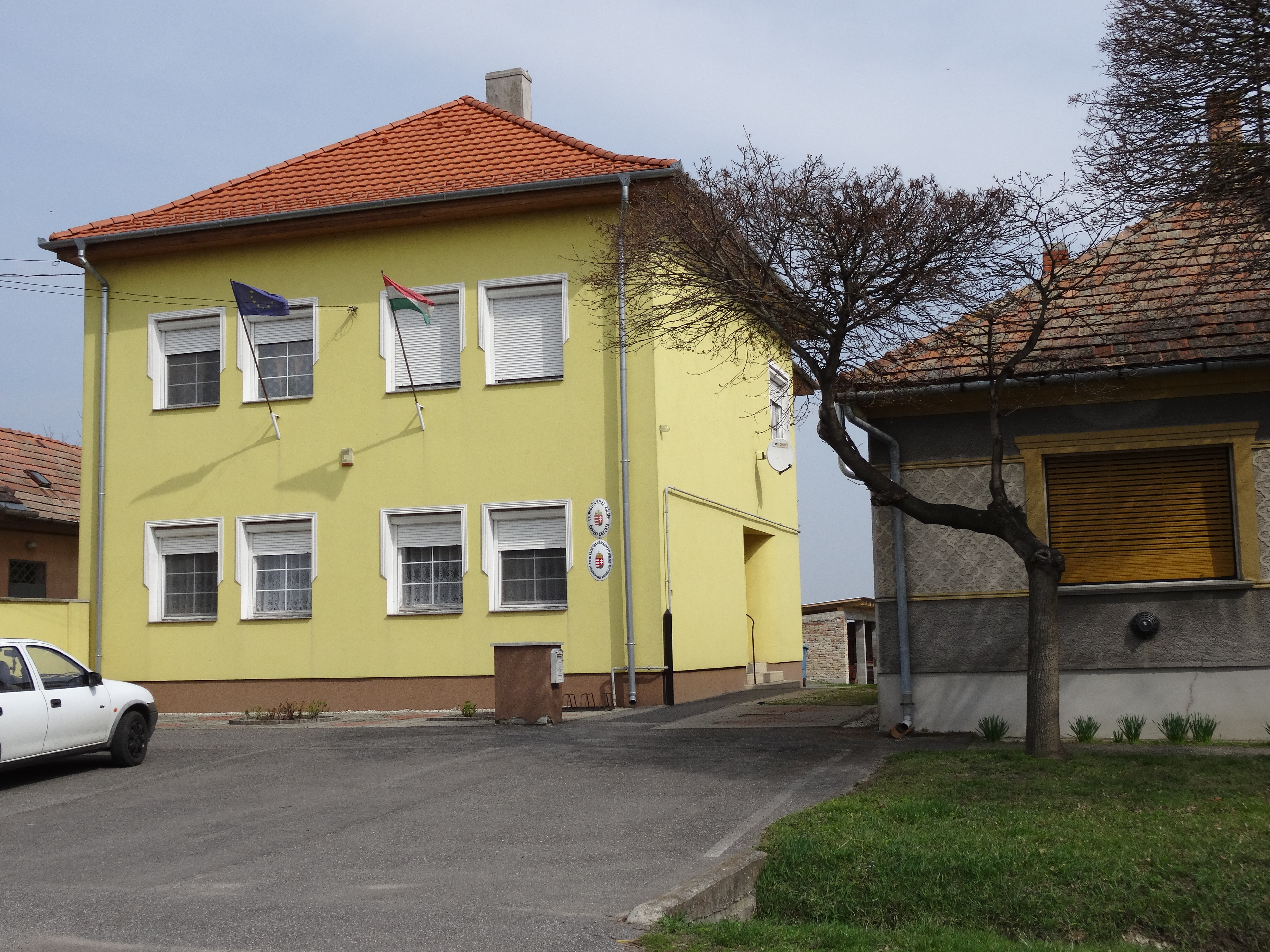
Rathaus, einziges zweigeschossiges Gebäude bis zum Zweiten Weltkrieg im Ort.
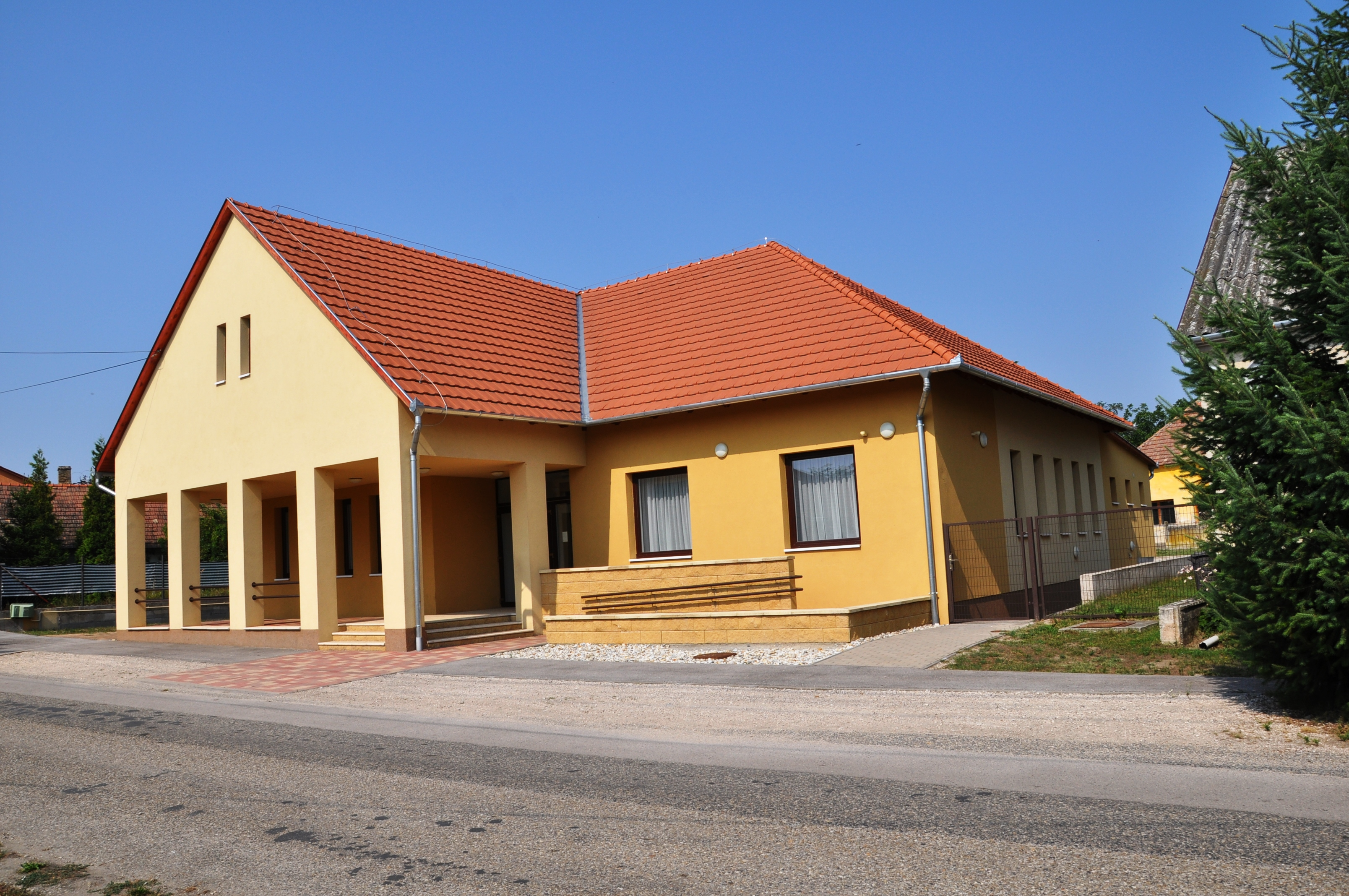
Dorfgemerinschaftshaus erbaut 2011
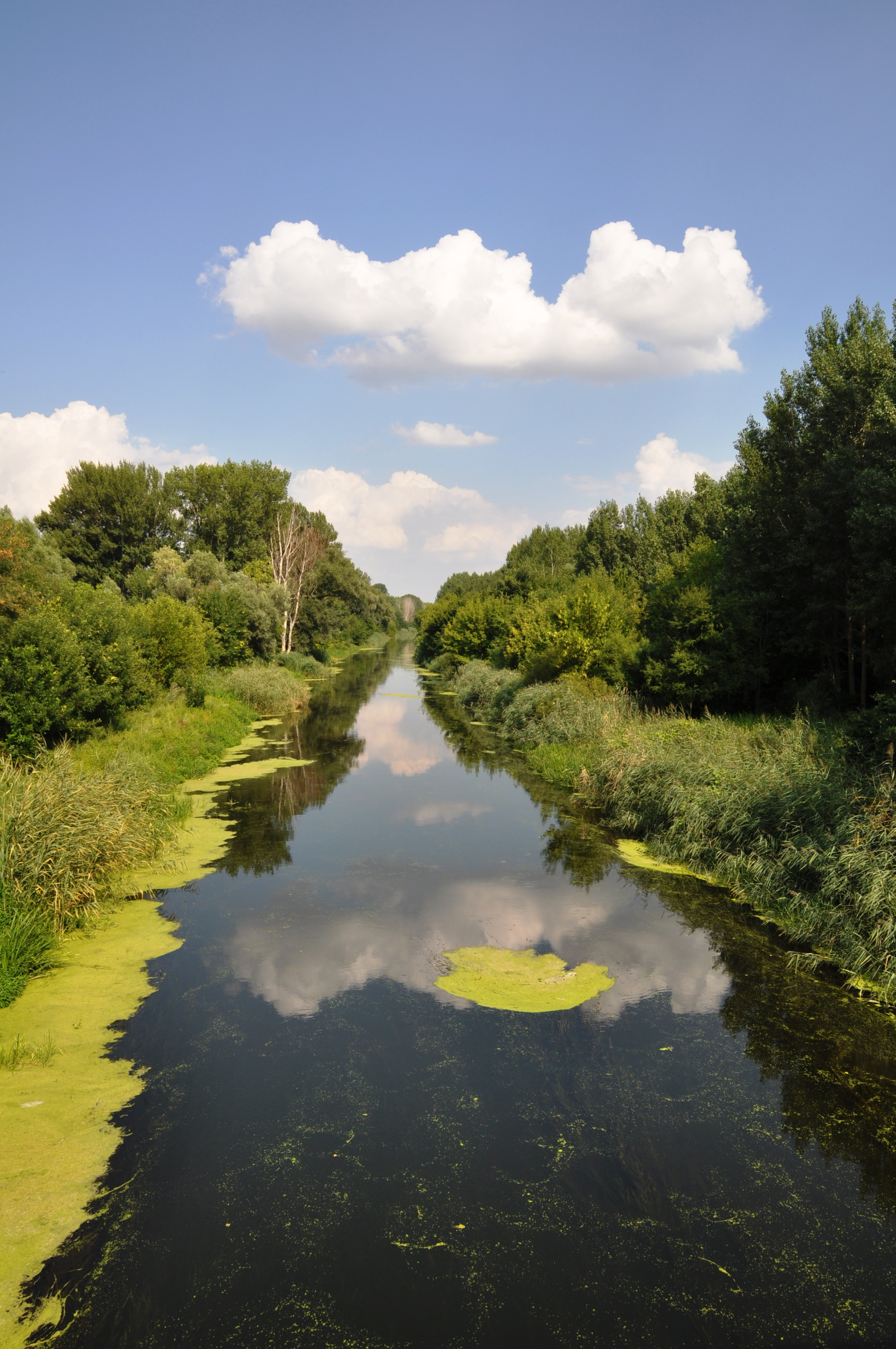
Die Rabnitz ( Rábca ) bei Győrsövényház
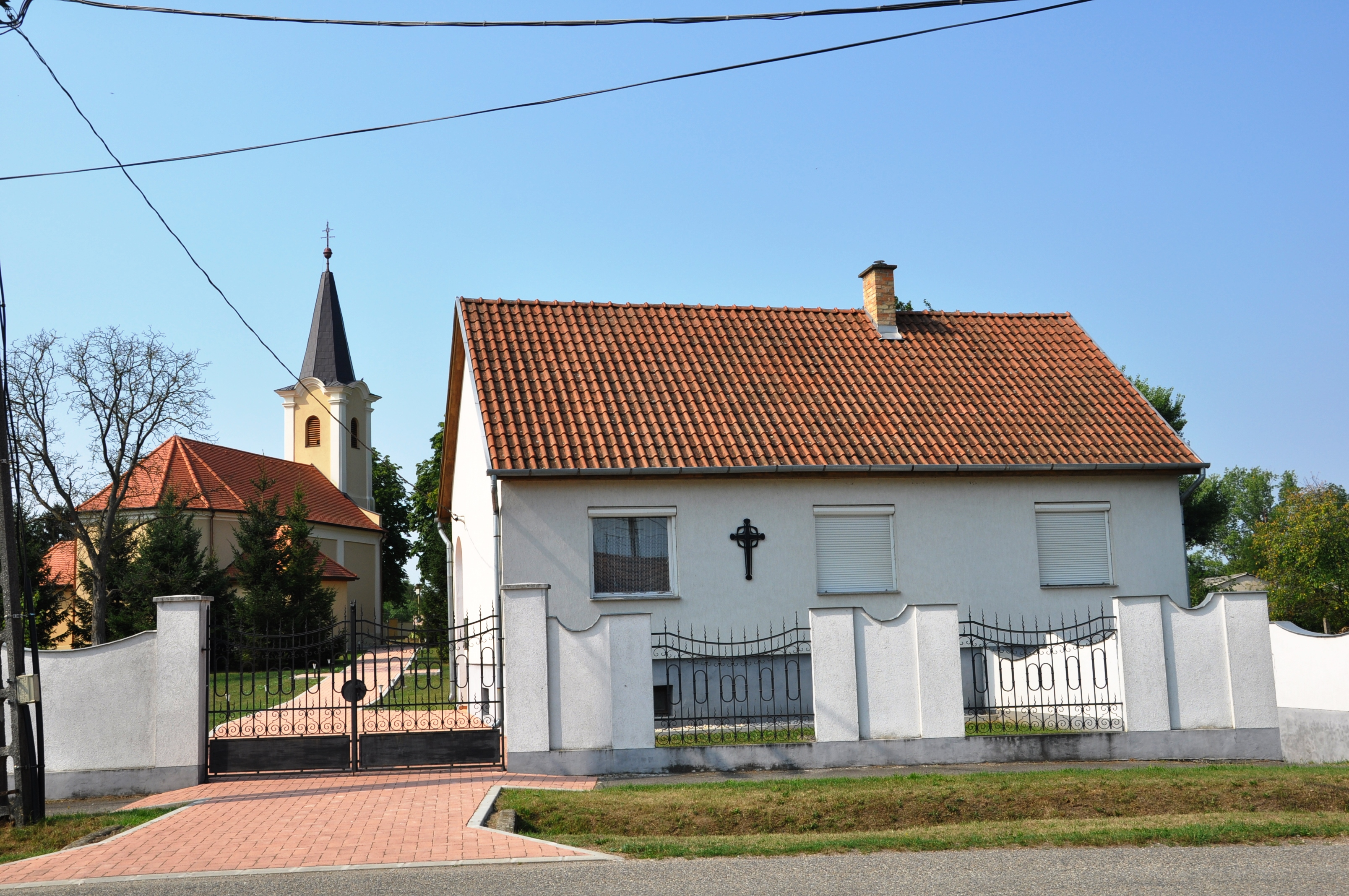
Das Jugendzentrum, ehemals kombiniert mit Pfarrhaus
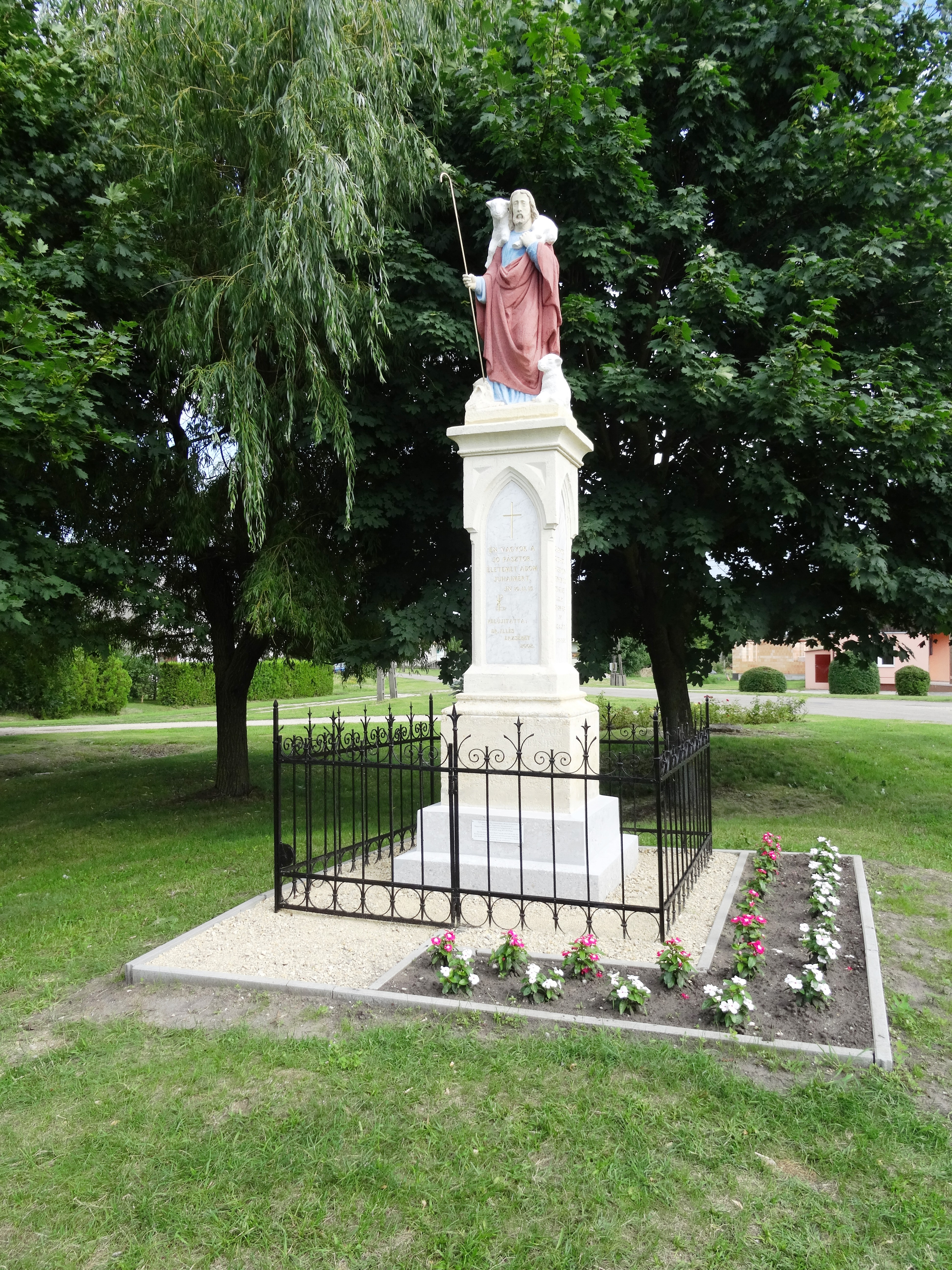
Denkmal „Guter Hirte“, Wiedereinweihung 24. Juni 2018
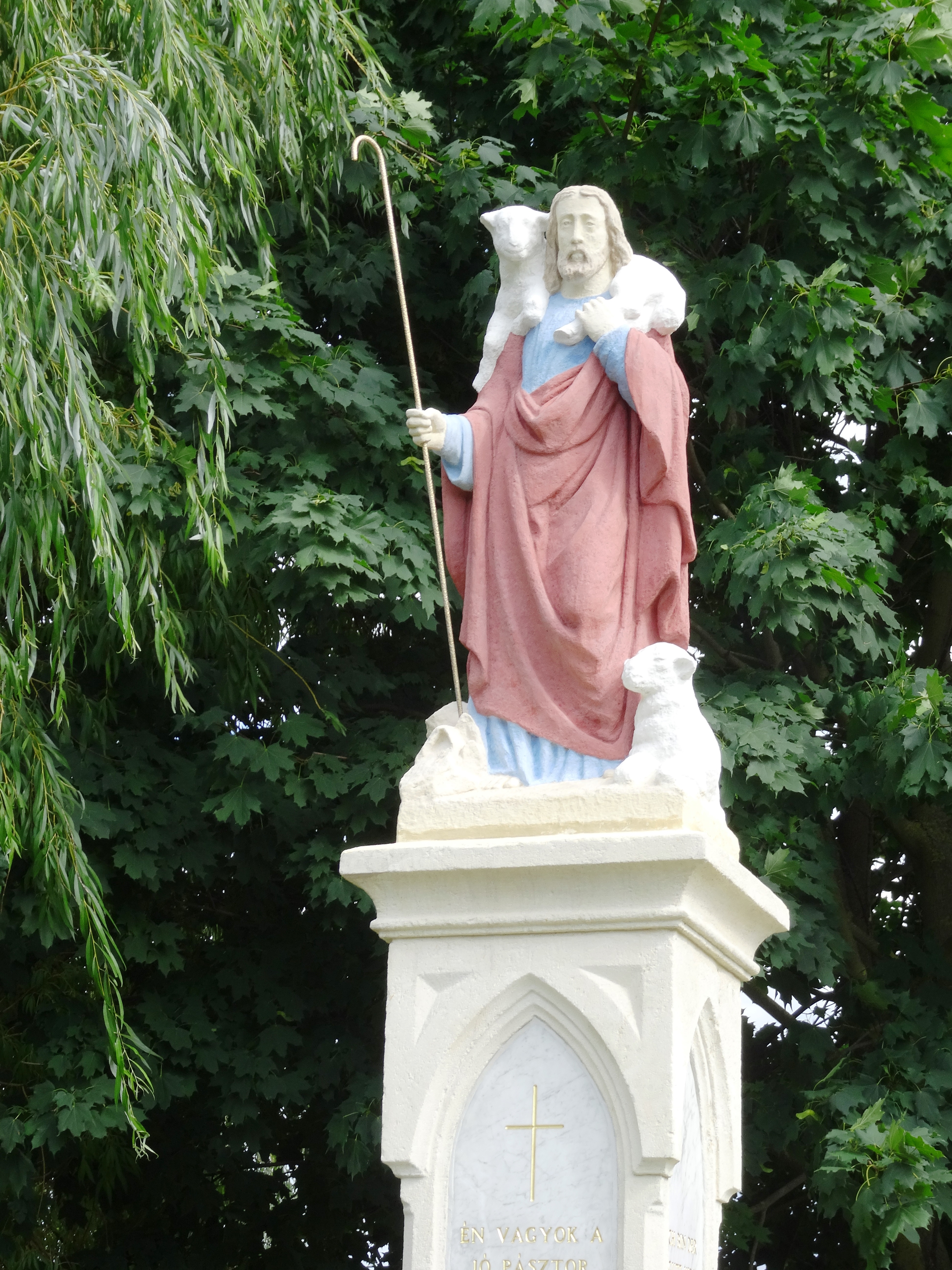
Teilausschnitt Statue „Guter Hirte“
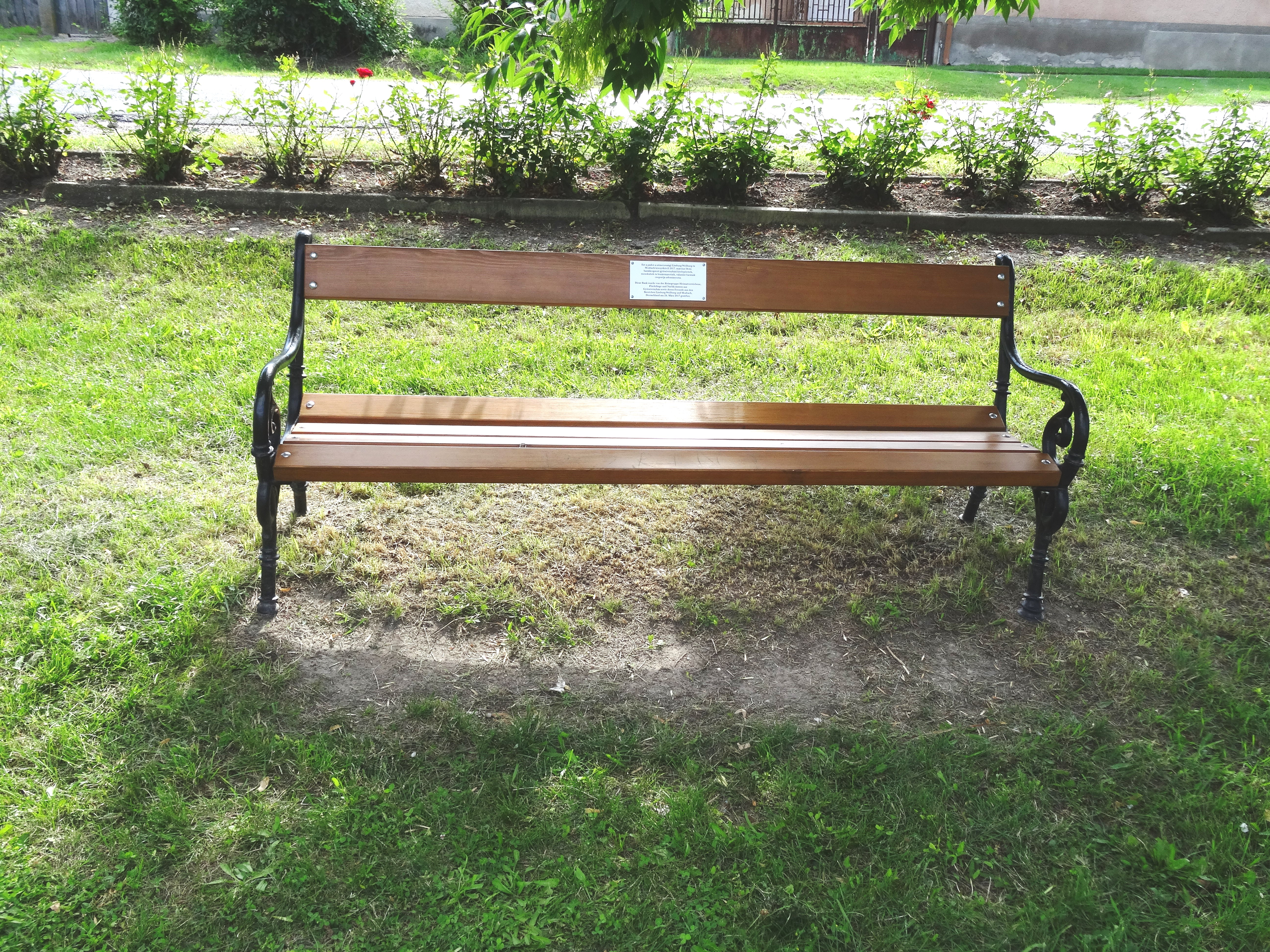
Bank zur Erinnerung an die Heimatvertriebenen, Flüchtlinge und Nachkommen, von ihnen 2017 gestiftet nach einem Besuch 71 Jahre später.
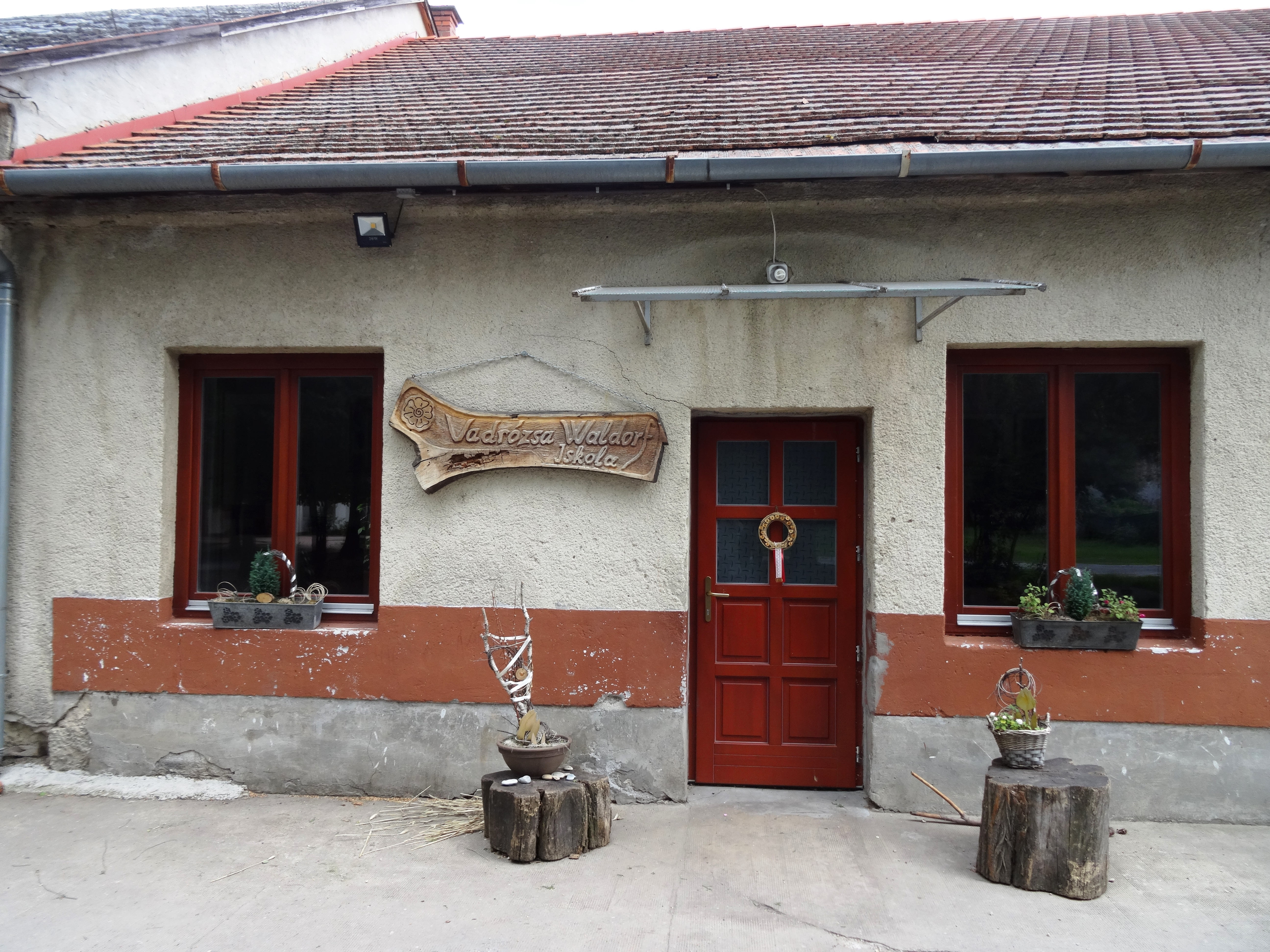
Die Waldorf-Schule und der Waldorf Kindergarten sind ebenfalls im Fricke Schlößchen untergebracht
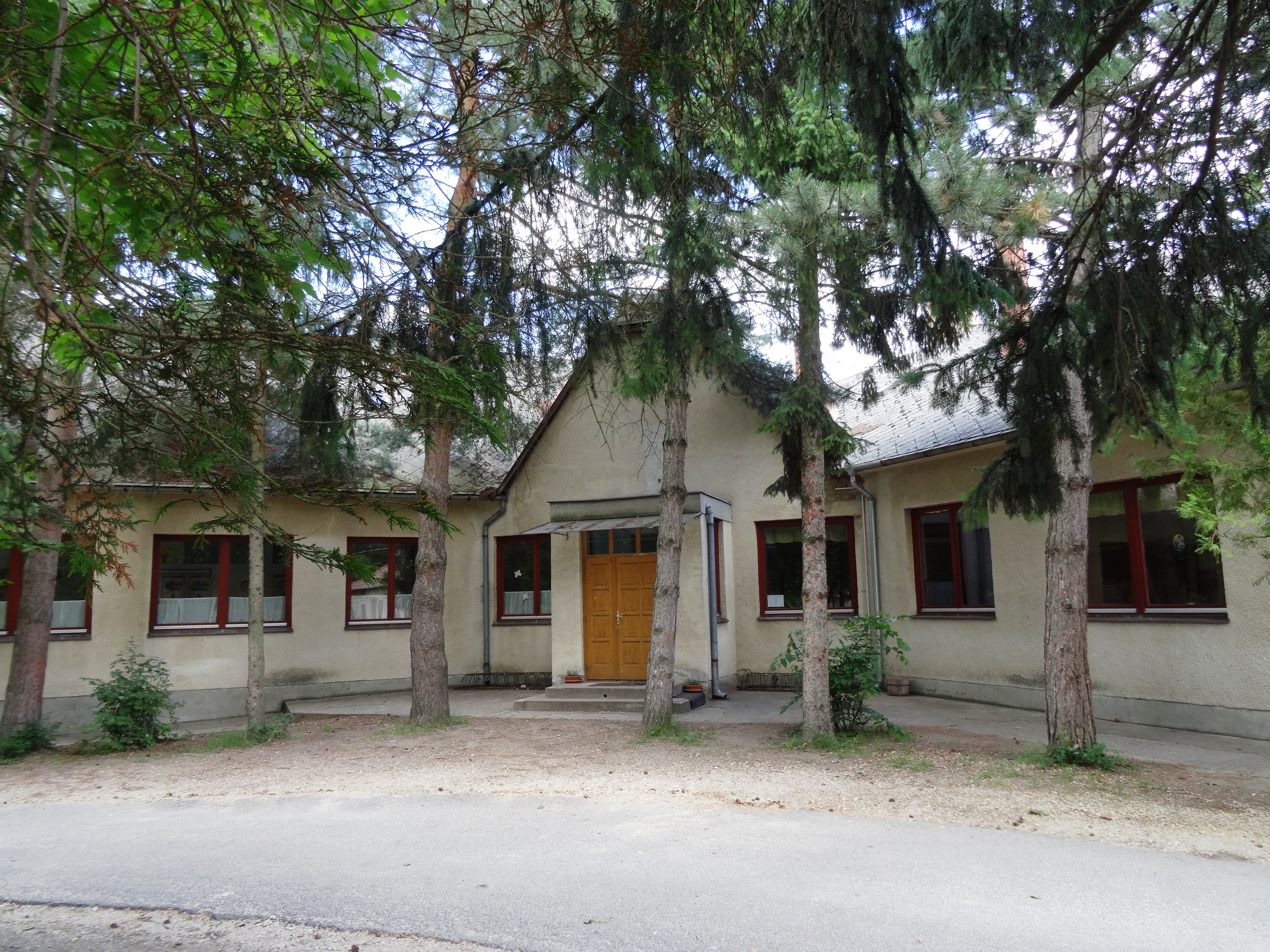
Haupteingang zum ehemaligen Fricke Schlößchen Hauptsitz der Großgrundbesitzerfamilie bis Anfang 1945
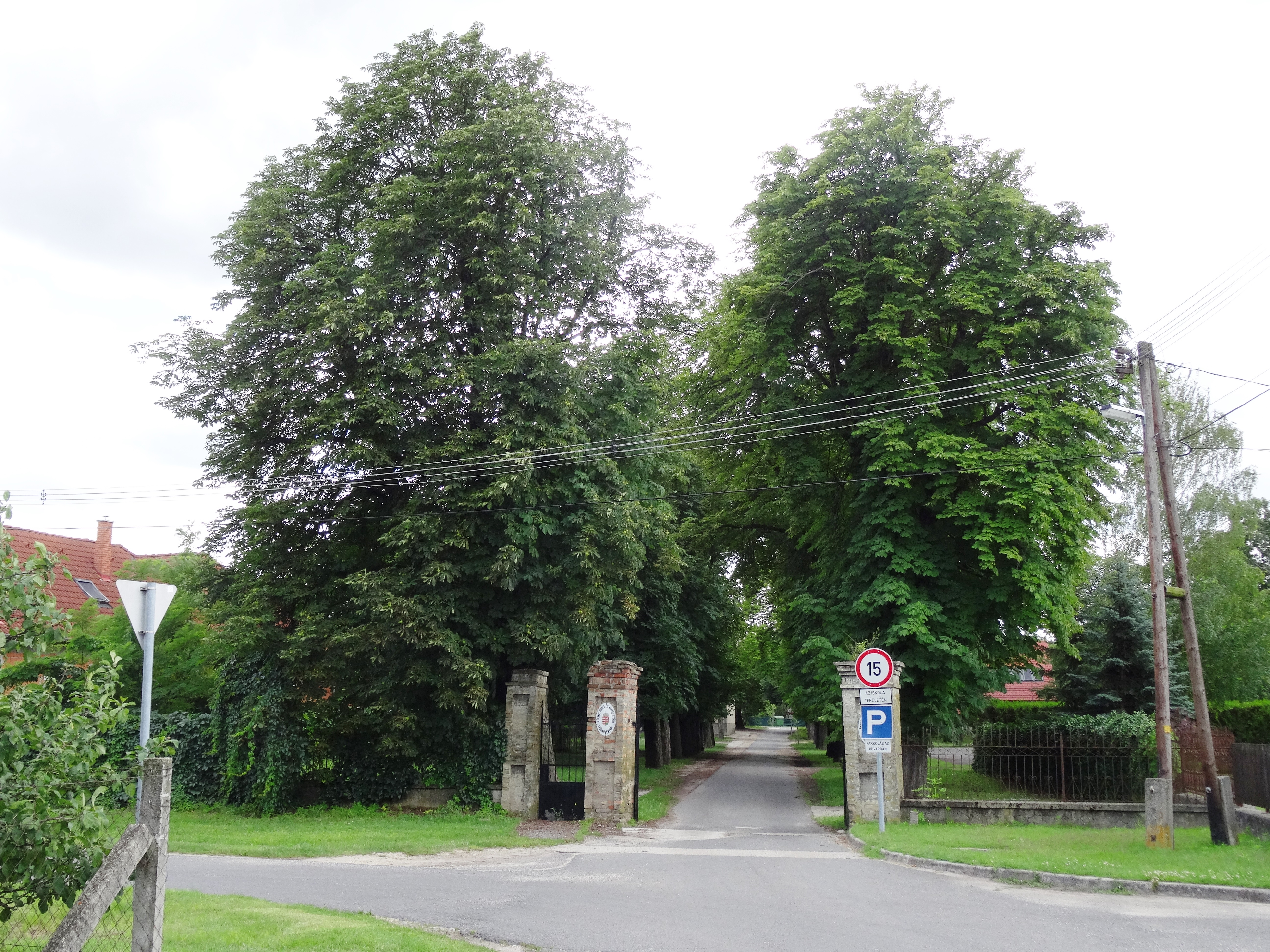
Die Allee zum Fricke Anwesen
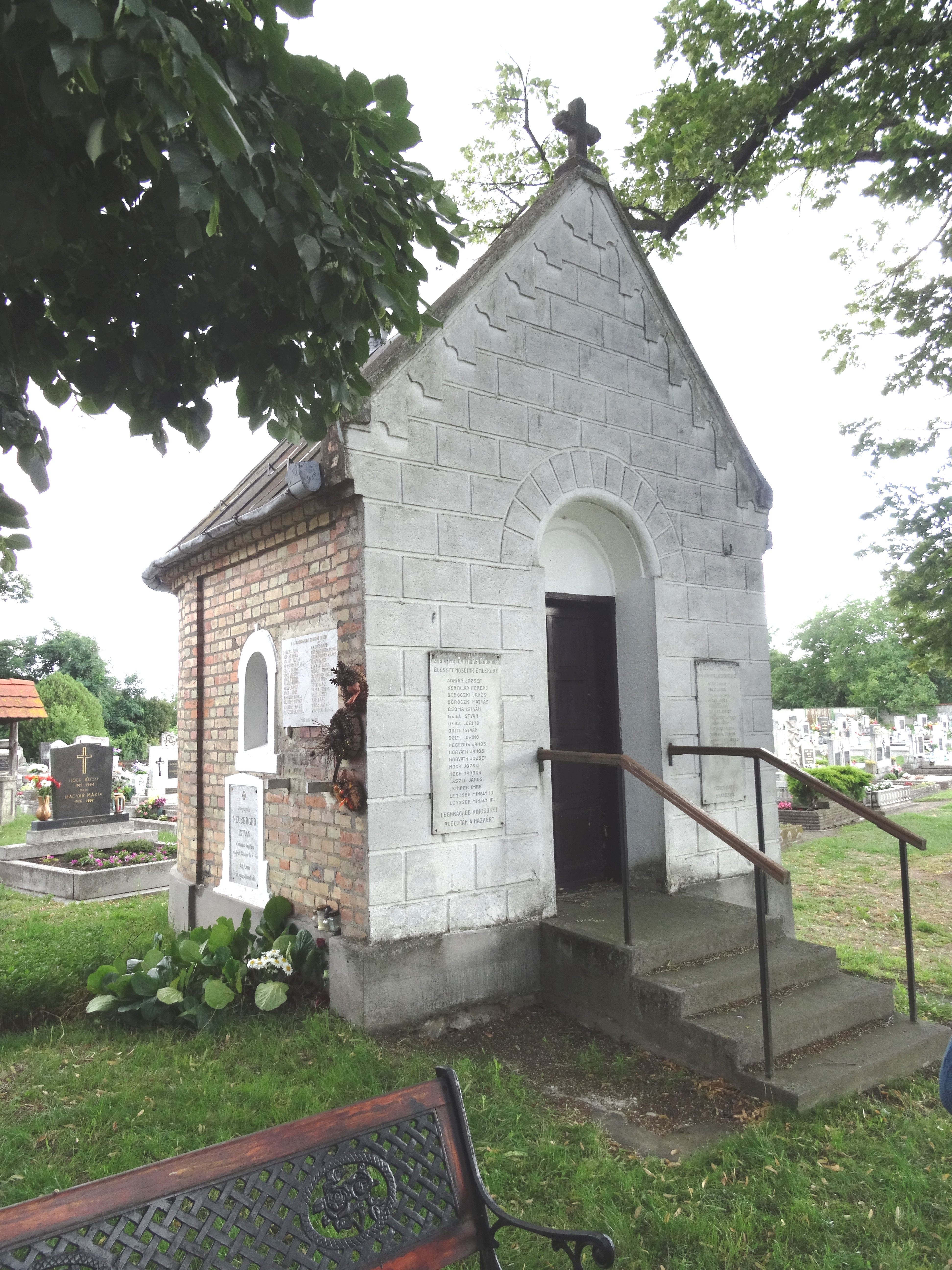
Friedhofskapelle aus dem Jahr 1927